# Portement de croix
Pour les articles homonymes, voir Portement de croix (homonymie).

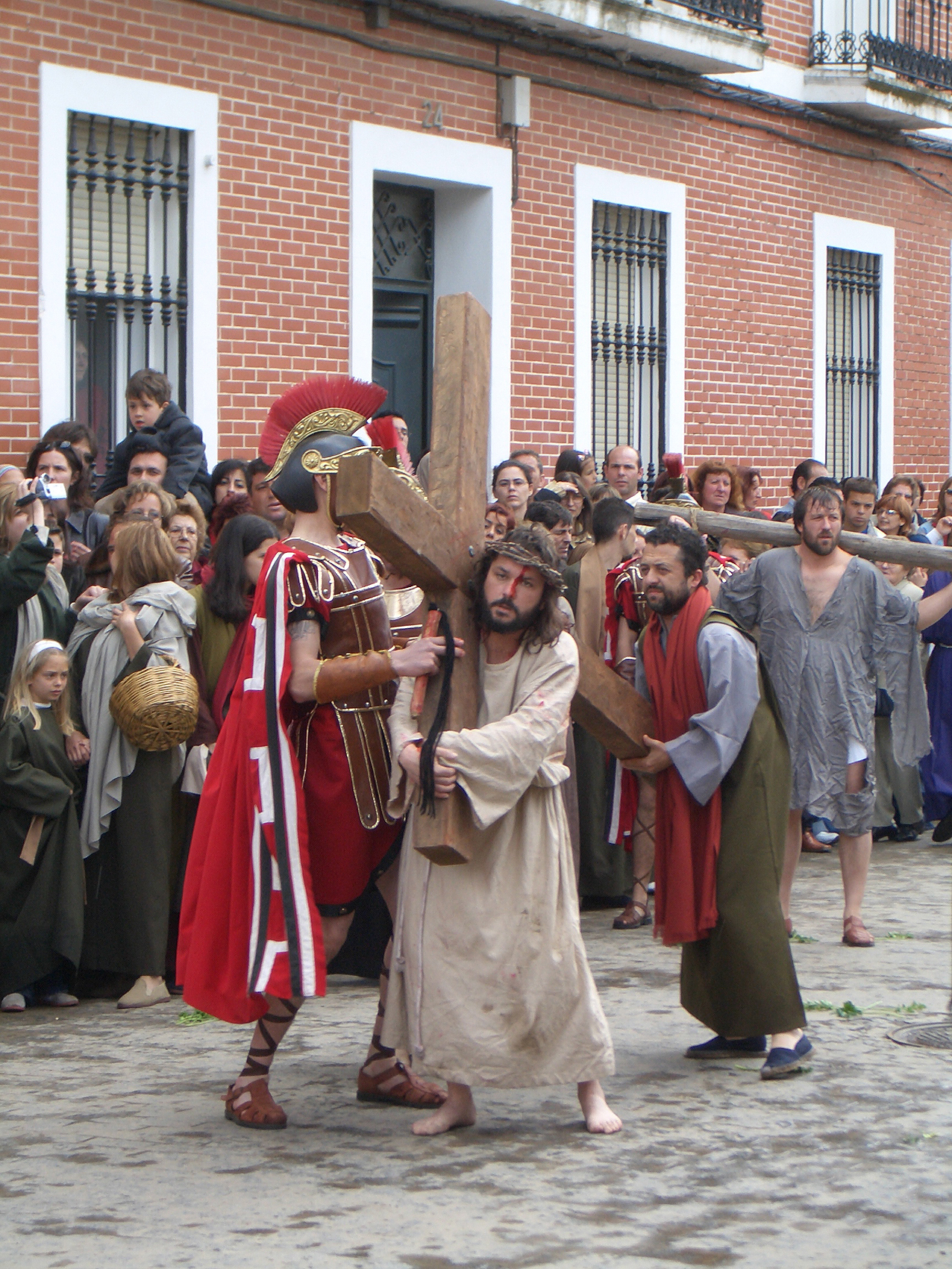
Reconstitution de la montée au Calvaire : Jésus et Simon de Cyrène (Semaine sainte à Oliva de la Frontera en 2007)

Le Portement de croix ou Montée au calvaire est un épisode de la vie de Jésus-Christ se déroulant durant la Passion et qui rapporté par les Évangiles synoptiques,,. Condamné à mort, Jésus doit porter sa croix pendant la montée au Golgotha où il est ensuite crucifié. En fait, dans la tradition historique romaine, le condamné ne porte véritablement que le bras horizontal (patibulum) devant former la croix par fixation sur le bois vertical déjà planté sur le lieu du supplice. Cette scène est souvent représentée dans l'art religieux : chaque église catholique a son Chemin de croix ; peintres, sculpteurs, tapissiers, fabricants de vitraux, etc. ont souvent été inspirés par cette thématique. Certains moments particuliers de cette Montée au calvaire comme l'aide apportée par Simon de Cyrène ou le moment où sainte Véronique essuie le visage du Christ sont fréquemment représentés également.

## La passion du Christ: place duPortement de Croix
Cet épisode de la Passion détaillé dans les différentes stations du Chemin de croix est suivi de la Crucifixion largement représentée et devenue le symbole du christianisme, puis par les scènes de Descente de croix, suivie de la Déploration du Christ où autour du corps du Christ mort sont rassemblés sa mère, saint Jean, le plus souvent les trois Maries et parfois d'autres personnages, en particulier Joseph d'Arimathie et Nicodème ; quand la scène représentée met en avant seulement la Vierge Marie avec son fils mort sur les genoux c'est le terme Vierge de pitié ou Pietà ou Mater dolorosa qui est utilisé ; l'épisode suivant est la Mise au tombeau principalement représentée entre le XVe siècle et le XVIIe siècle. La représentation de l'ensemble de ces scènes se développe avec la dévotion pour la passion soutenue par l'octroi d'indulgences et promu et diffusé par l'ordre franciscain gardien du Saint Sépulcre à Jérusalem depuis le début du XIVe siècle. Elle connaît l'apogée de sa diffusion entre le XVe siècle et le XVIIe siècle prolongée dans l'art baroque religieux par la Contre-Réforme.

## Les représentations

### Théâtre et processions
À la fin de l'époque médiévale des mystères dont la passion du Christ est un thème traditionnel sont représentés sur les parvis des cathédrales et autres places, un temps fort et spectaculaire est constitué par le Portement de croix, un certain nombre de ces pièces en vers sont encore connues aujourd'hui.
Les manifestations et processions du Vendredi saint de la Semaine sainte avec la participation souvent de confréries de pénitents, dont une des plus connues est celle de Séville mettent en scène la montée au calvaire.

### Iconographie:Le Portement de Croix
Les supports de cette iconographie sont variés : outre les Chemins de croix dans la presque totalité des églises de culte catholique, ce sont des peintures murales, toiles ou panneaux de bois peints, retables mais aussi des sculptures ou des vitraux.
Les représentations du Portement de Croix dans l'art religieux sont très nombreuses. Le titre de l'œuvre peut être Le Christ portant la croix ou Le Christ portant sa croix ou Montée au calvaire. Ci-dessous quelques exemples : 

#### Peintures

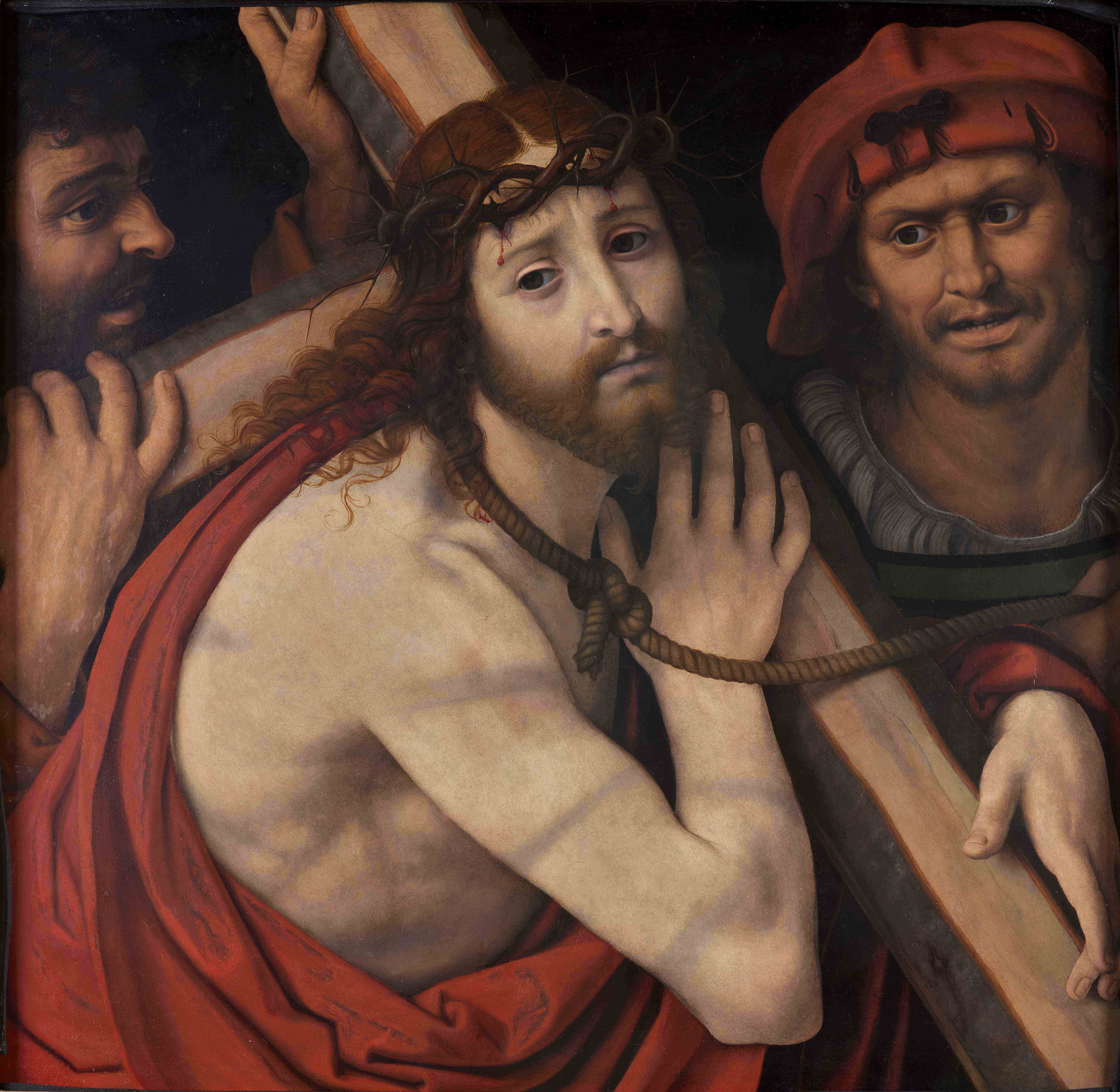
Le Christ portant sa Croix, par Andrea Solari.

- Simone Martini : Le Portement de Croix, 1333, musée du Louvre, Paris
- Anonyme : Le Portement de Croix, XVe siècle, musée des Beaux-Arts de Tourcoing
- Albrecht Dürer : Le Portement de Croix du Polyptyque des Sept Douleurs, vers 1500, Gemäldegalerie, Dresde
- Jérôme Bosch : Le Portement de Croix, 1505, L'Escurial) et Le Portement de Croix, 1515-1516, musée des beaux-arts de Gand
- Anonyme : Le Portement de Croix, volet extérieur d'un triptyque daté de 1523, co-cathédrale Notre-Dame de l'Annonciation de Bourg-en-Bresse
- Matthias Grünewald : Le Portement de Croix, 1523-1525, revers du Retable de Tauberbischofsheim
- Romanino : Le Christ portant sa croix, 1542-1543, collection Alana, Newark (Delaware), États-Unis
- Martin Schongauer : Le Portement de Croix, XVIe siècle, retable de l'église Saint-Jean Baptiste de Buhl
- École flamande : Le Portement de Croix, XVIe siècle, église de Thieffrain (Aube, chapelle sud
- Toussaint Dubreuil : Montée au Calvaire, fin du XVIe siècle, musée national de la Renaissance, Écouen
- Jean Fouquet : Le Portement de Croix, 1552-1560, Livre d'heures d'Étienne Chevalier, musée Condé, Chantilly
- Pieter Brueghel l'Ancien: Le Portement de Croix, 1564, musée d'histoire de l'art de Vienne
- Lubin Baugin : Le Portement de Croix, 1640-1663, musée des Beaux-Arts d'Orléans[5].
- Anonyme : Le Portement de Croix, vers 1660, église de l'Assomption de Bleialf (Allemagne)
- Anonyme :La Montée au Golgotha, retable du XVIe siècle ou XVIe siècle, église Notre-Dame-de-l'Assomption, Cléden-Poher (Finistère)
- Nicolas Bellot : Le Portement de Croix, XVIIe siècle, (détail de La Passion du Christ, Basilique Saint-Maurice d'Épinal. L'artiste a symbolisé la ville de Jérusalem en représentant le château d'Épinal
- Salvator Rosa : Le Portement de Croix, 1673, musée Condé, Chantilly[6]
- Giambattista Tiepolo : La Montée au calvaire, 1737-1738, église Sant'Alvise, Venise[7]
- Jean-François de Troy : Le Portement de la Croix, 1751[8] (collection picturale de la cathédrale Saint-Jean de Besançon).
- Gabriel Beringuier (1843-1913) : Le Portement de Croix, Verfeil (Haute-Garonne), église Saint-Blaise
- Maurice Denis : Montée au Calvaire, 1889, musée d'Orsay

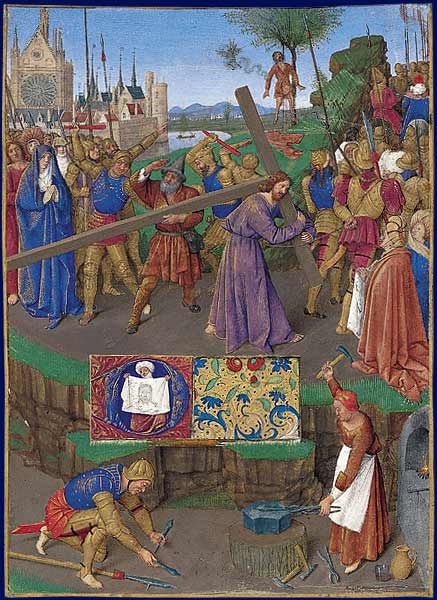
Jean Fouquet, 1452-1460 musée Condé de Chantilly.
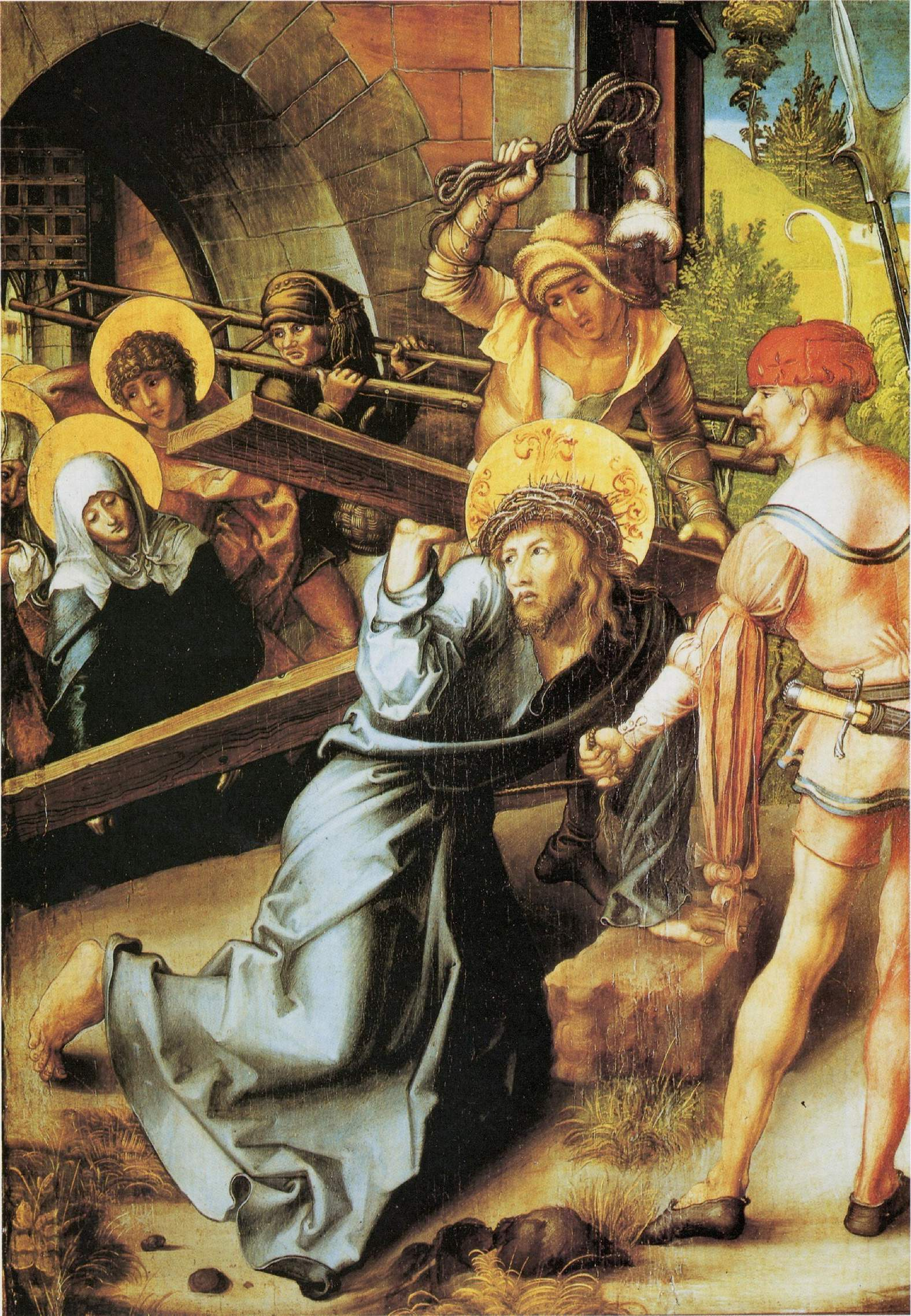
Albrecht Dürer, 1494-1497 Polyptyque des Sept Douleurs.
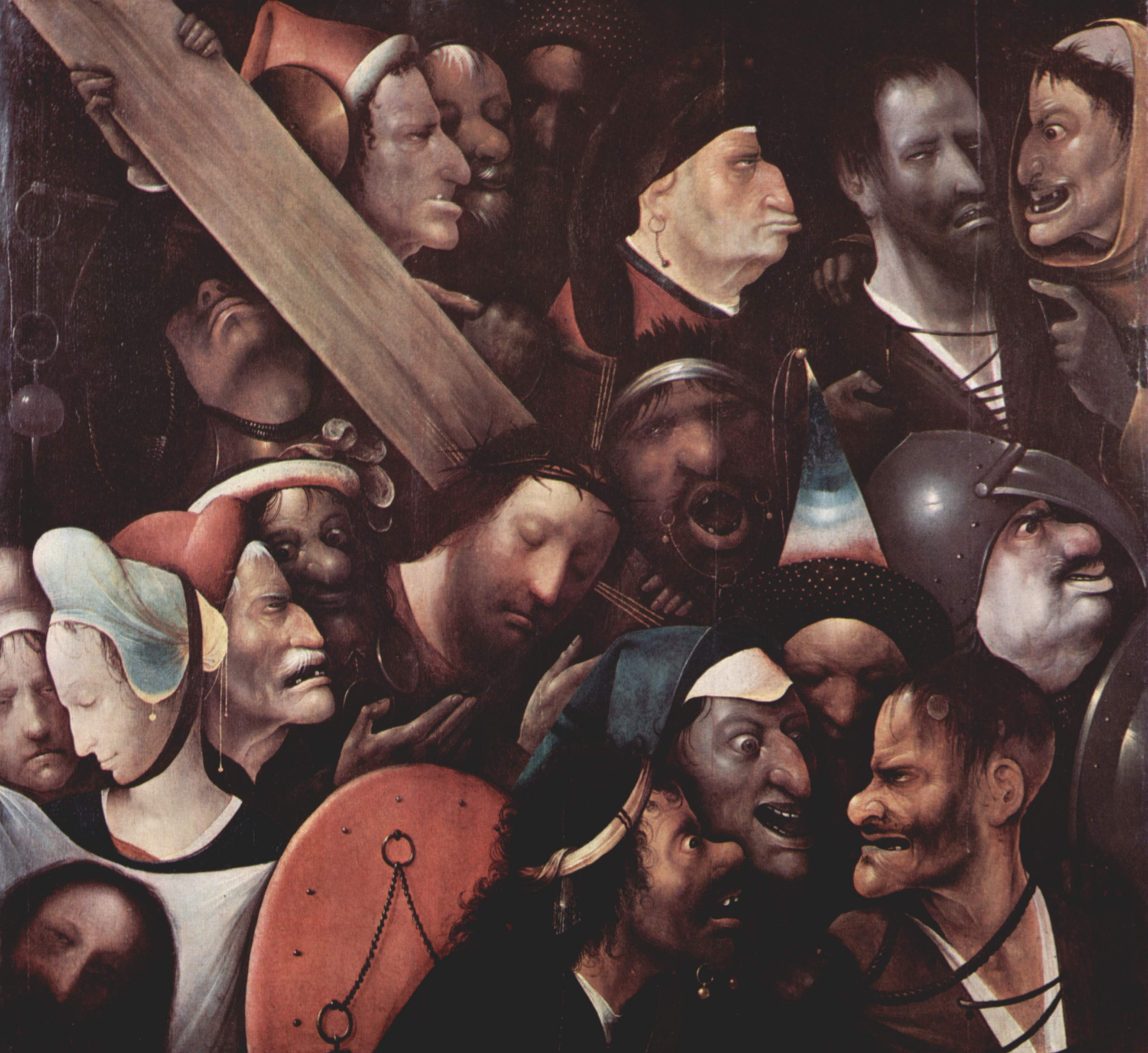
Jérôme Bosch Le Portement de Croix, 1510-1535.
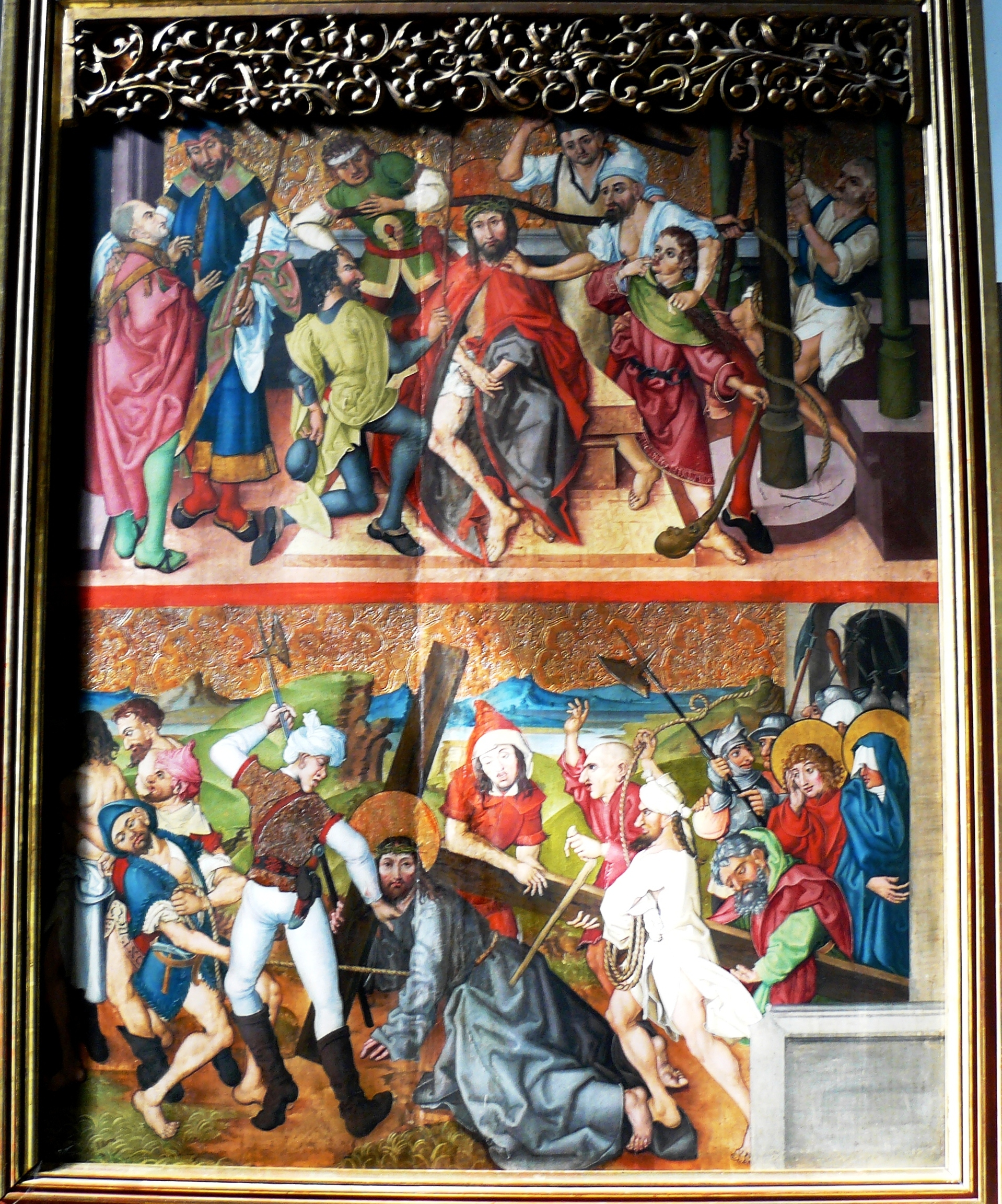
Martin Schongauer XVIe siècle, église St-Jean Baptiste, Buhl.
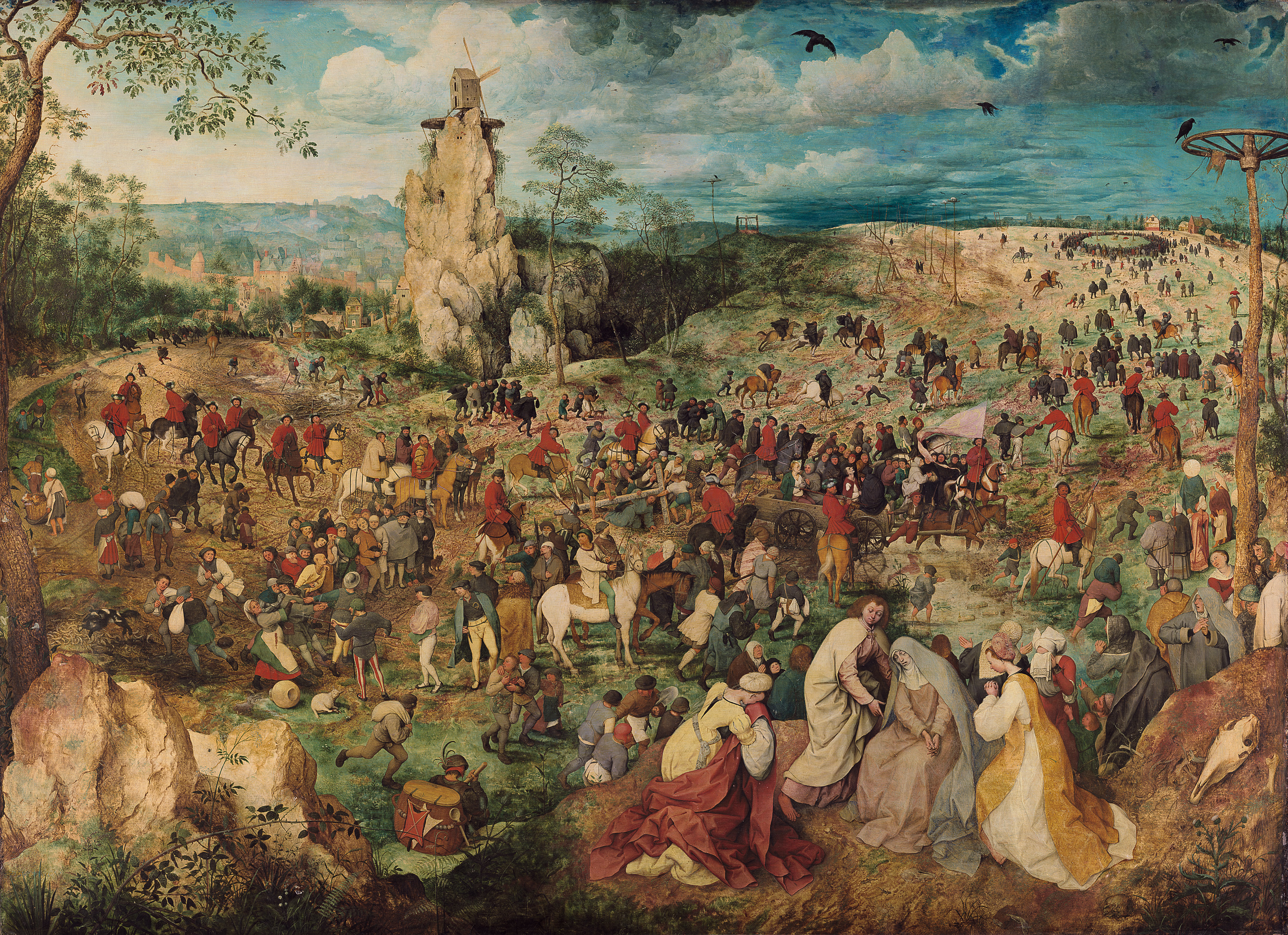
Pieter Brueghel l'Ancien Le Portement de Croix, 1564.
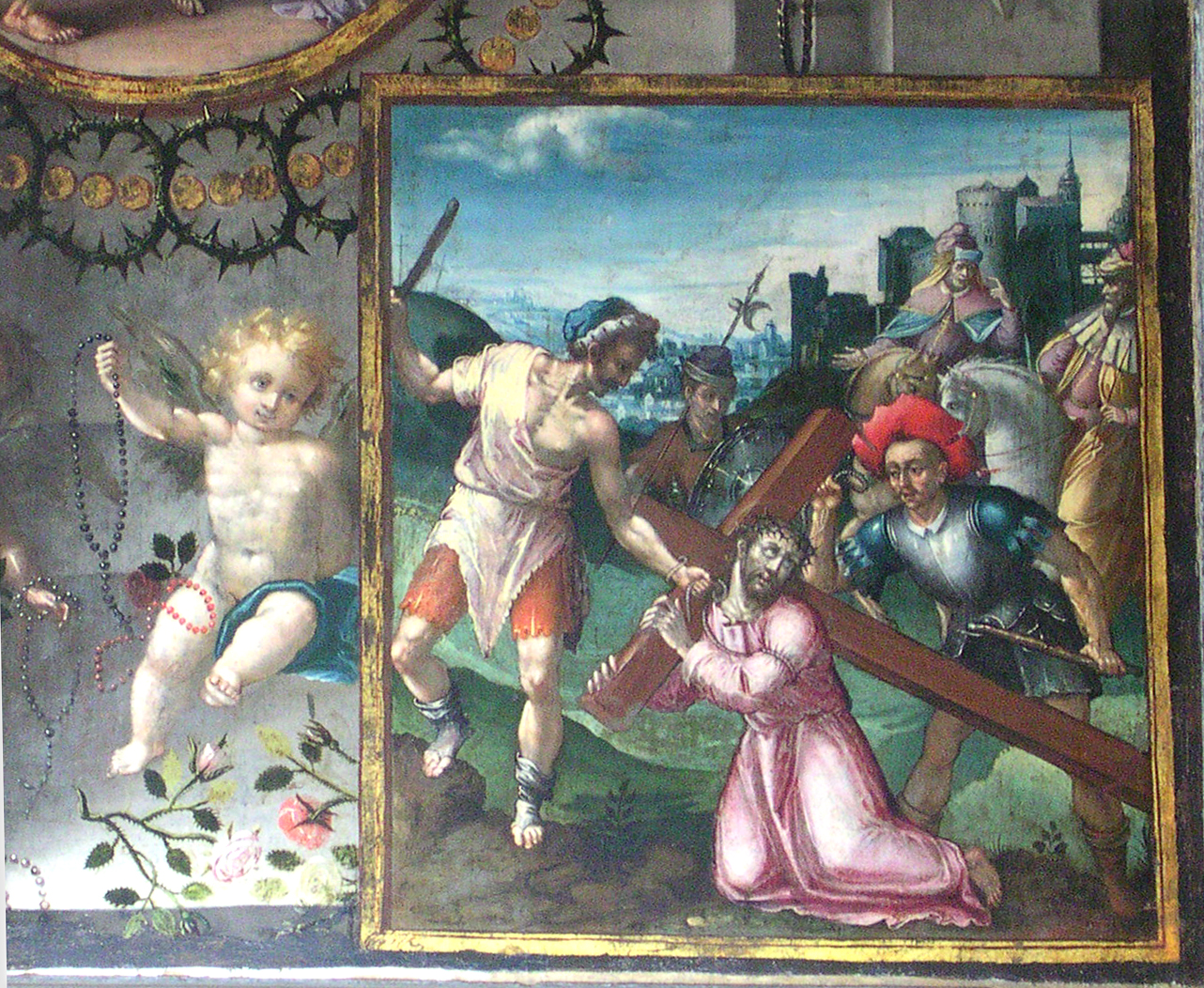
Nicolas Bellot, XVIIe siècle détail de la Passion du Christ Épinal.
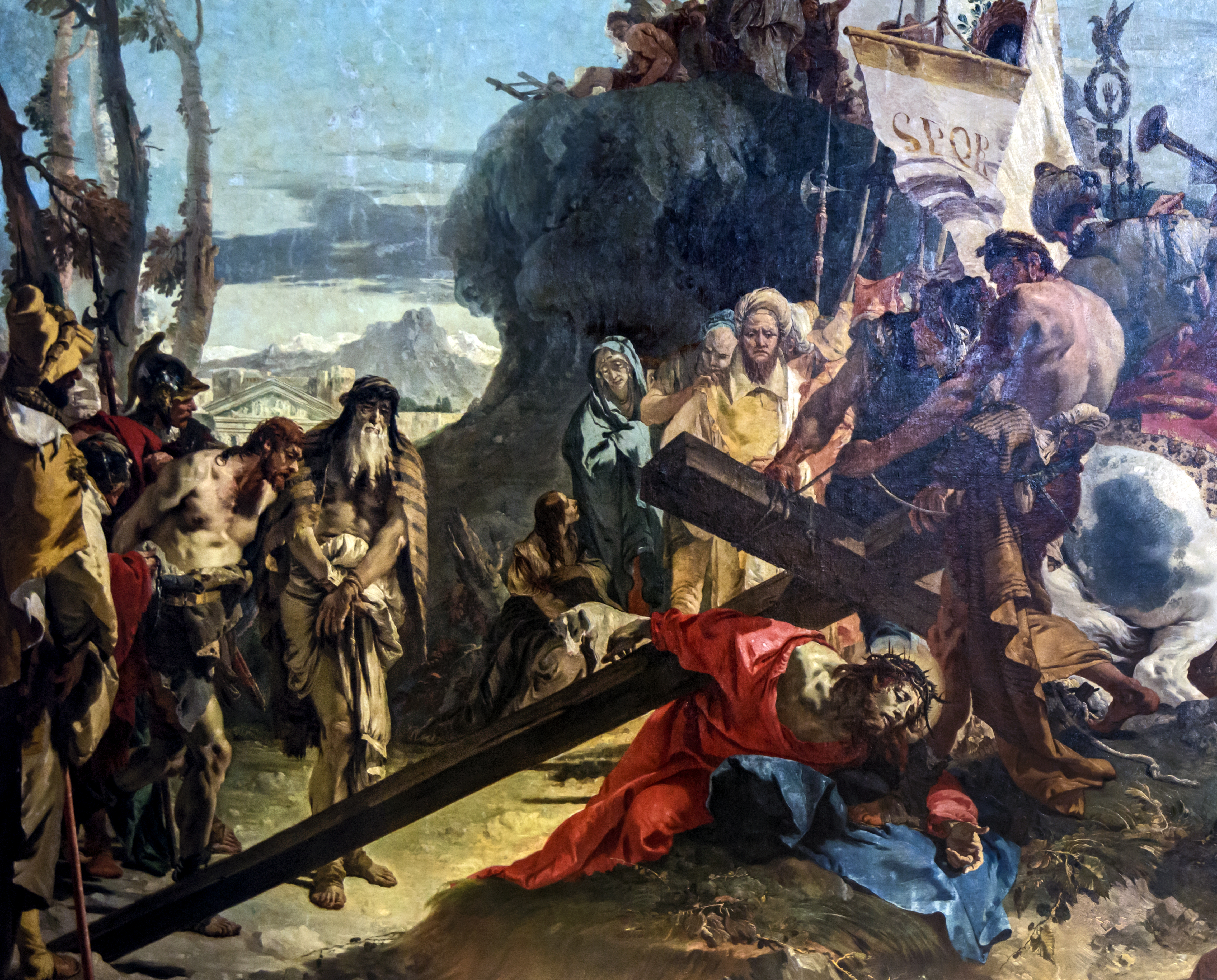
La Montée au calvaire, 1737-1738 Giambattista Tiepolo église Sant'Alvise, Venise.
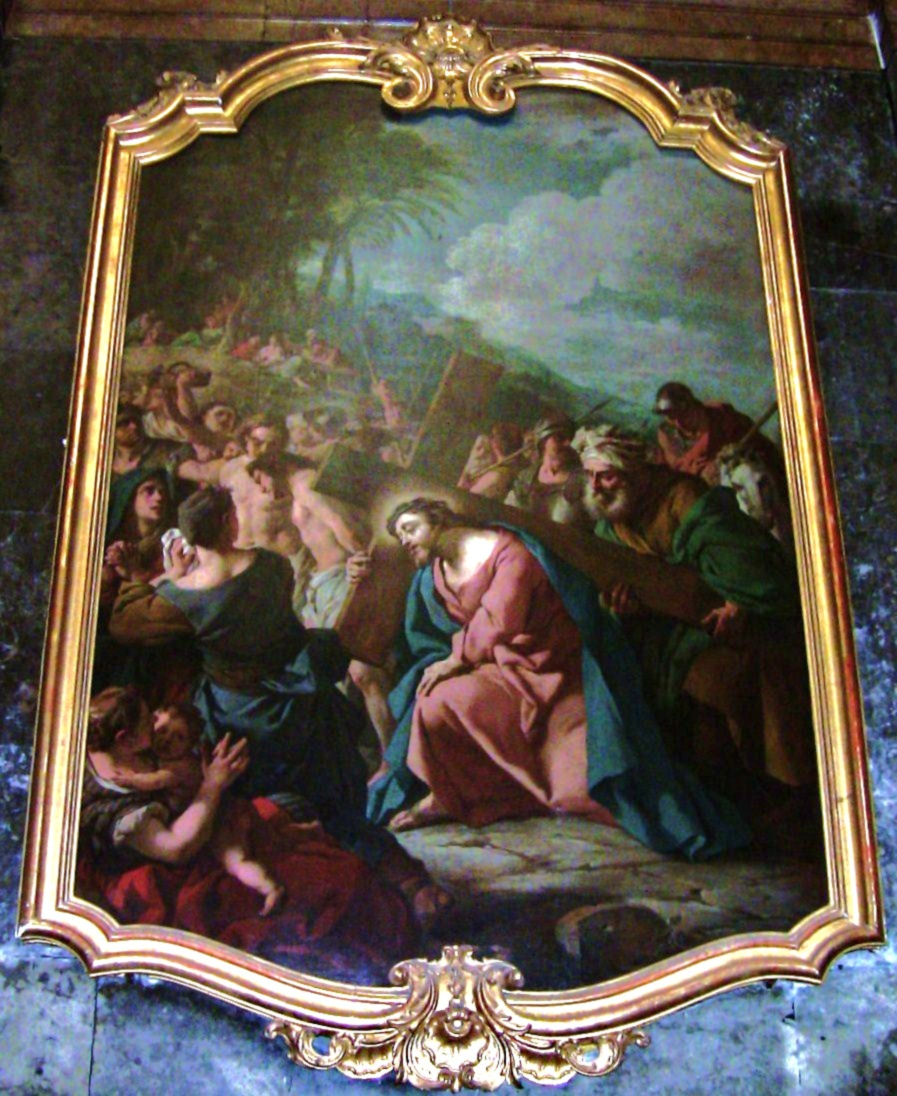
Jean-François de Troy Le Portement de la Croix, 1751.

#### Gravures
- Martin Schongauer, Le Grand Portement de Croix, avant 1479, gravure sur cuivre au burin ;
- Albrecht Dürer, Le Portement de Croix (La Petite Passion), vers 1509, gravure sur bois en relief.

#### Sculptures
- Francesco Laurana : Retablo della salita al Calvario, Le Portement de Croix, à la Collégiale Saint-Didier d'Avignon, commandé par le Roi René;
- Calvaire et chapelle de Tronoën (Finistère : Un des groupes statuaires du calvaire représente Le Portement de Croix;
- André Buy (1762-1839) : Le Portement de Croix dans l'église Saint-Fortunat de Saint-Didier-au-Mont-d'Or (Rhône.

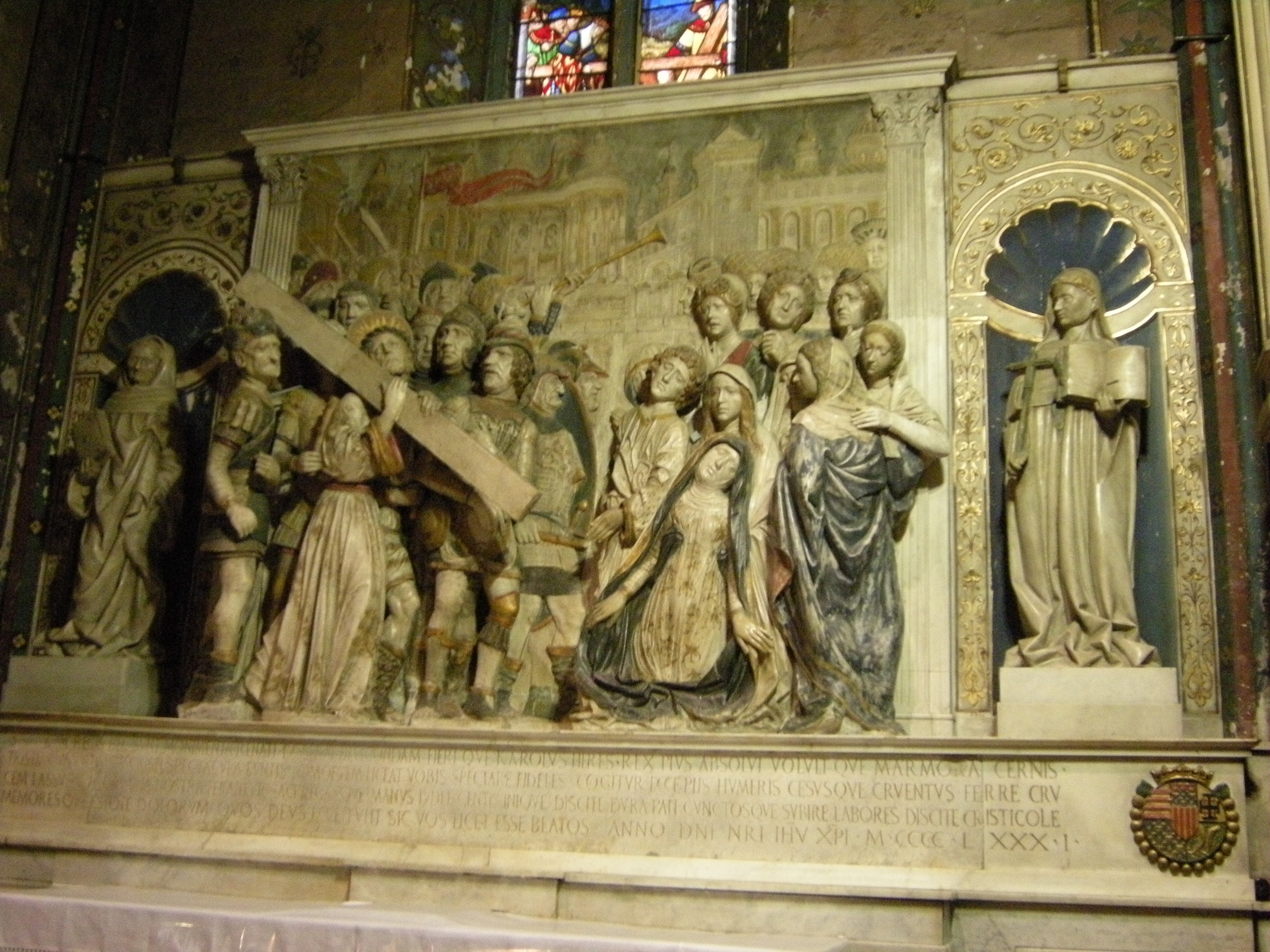
Francesco Laurana Le Portement de Croix, XVe siècle.
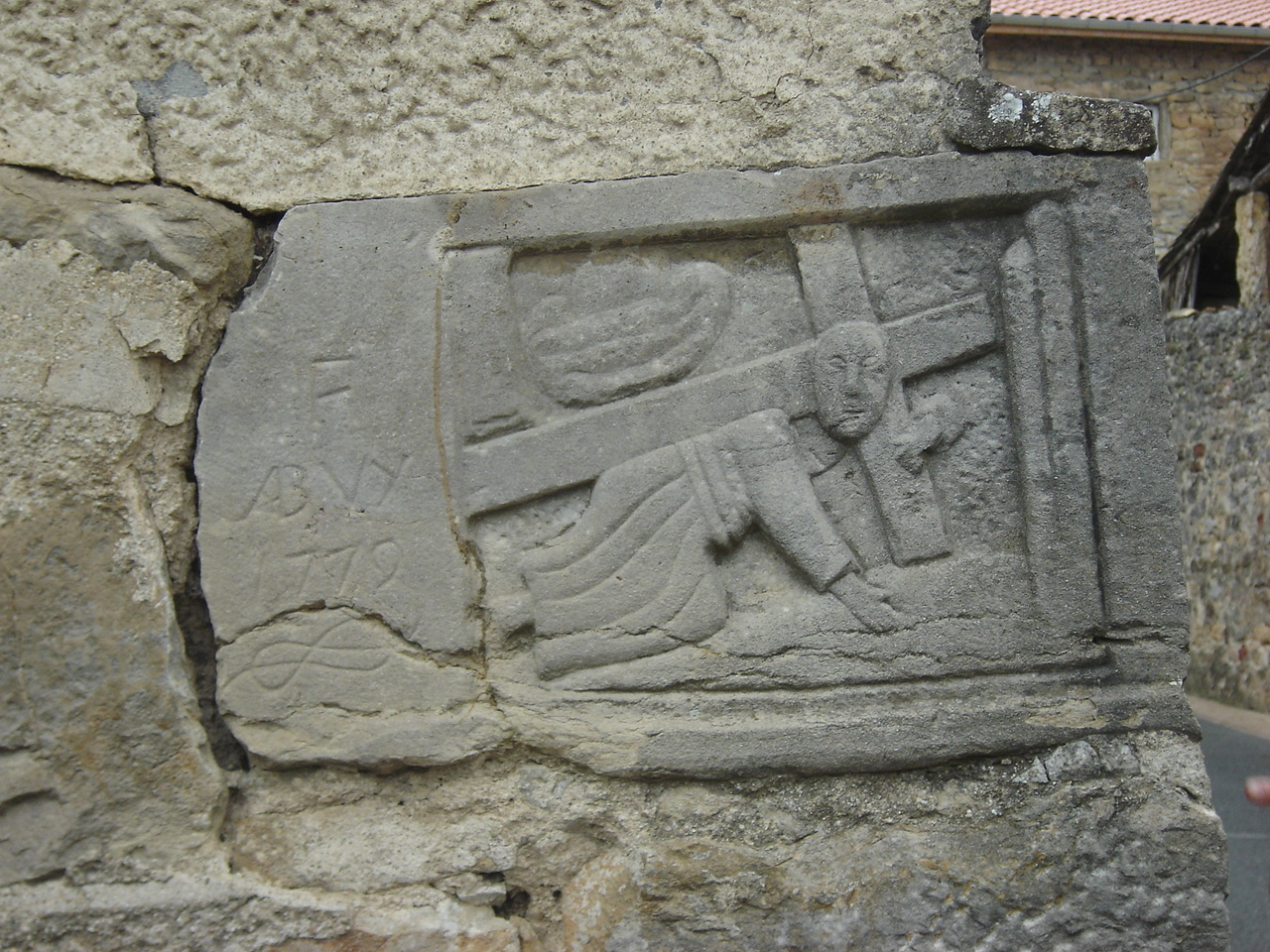
André Buy Le Portement de Croix, 1779 Saint-Fortunat, Saint-Didier-au-Mont-d'Or.
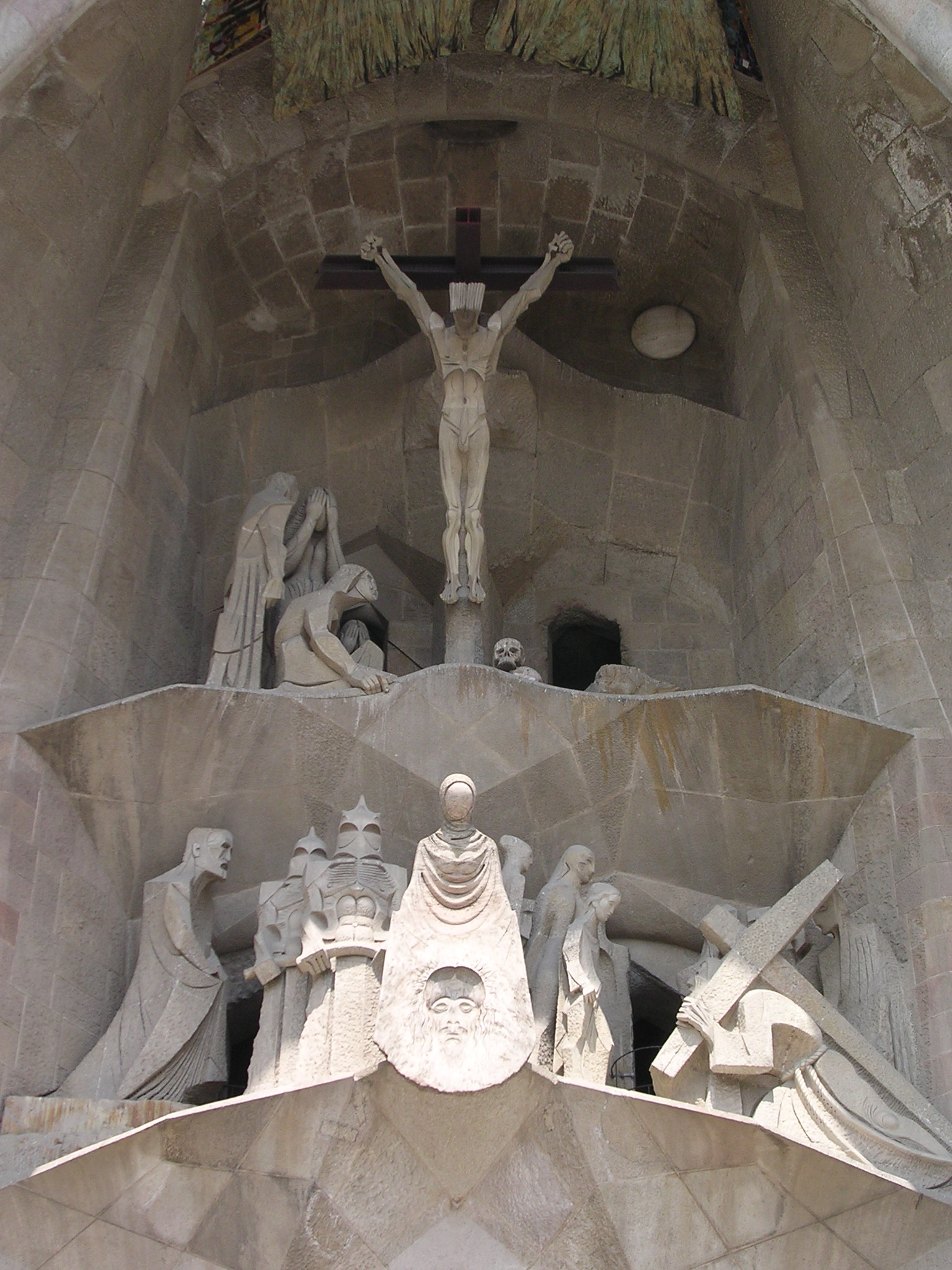
Facade de la passion Sagrada Familia, Barcelone.

#### Vitraux
- Cathédrale de Chartres : Montée au Calvaire
- Brasparts (Finistère : Le Portement de Croix
- Église Saint-Eusèbe d'Auxerre : La Passion

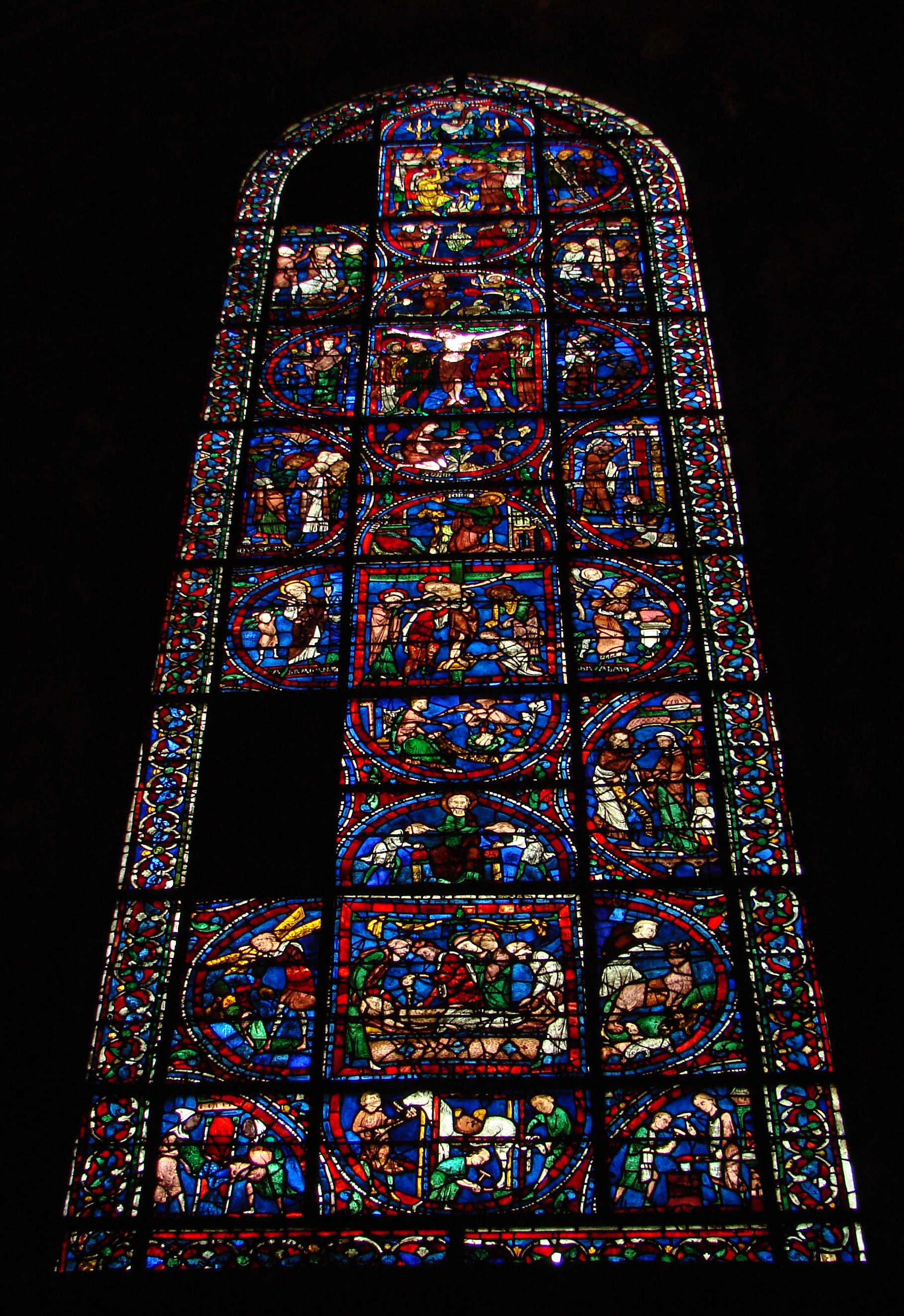
Montée au calvaire, 1205-1240 vitrail de la cathédrale de Chartres.
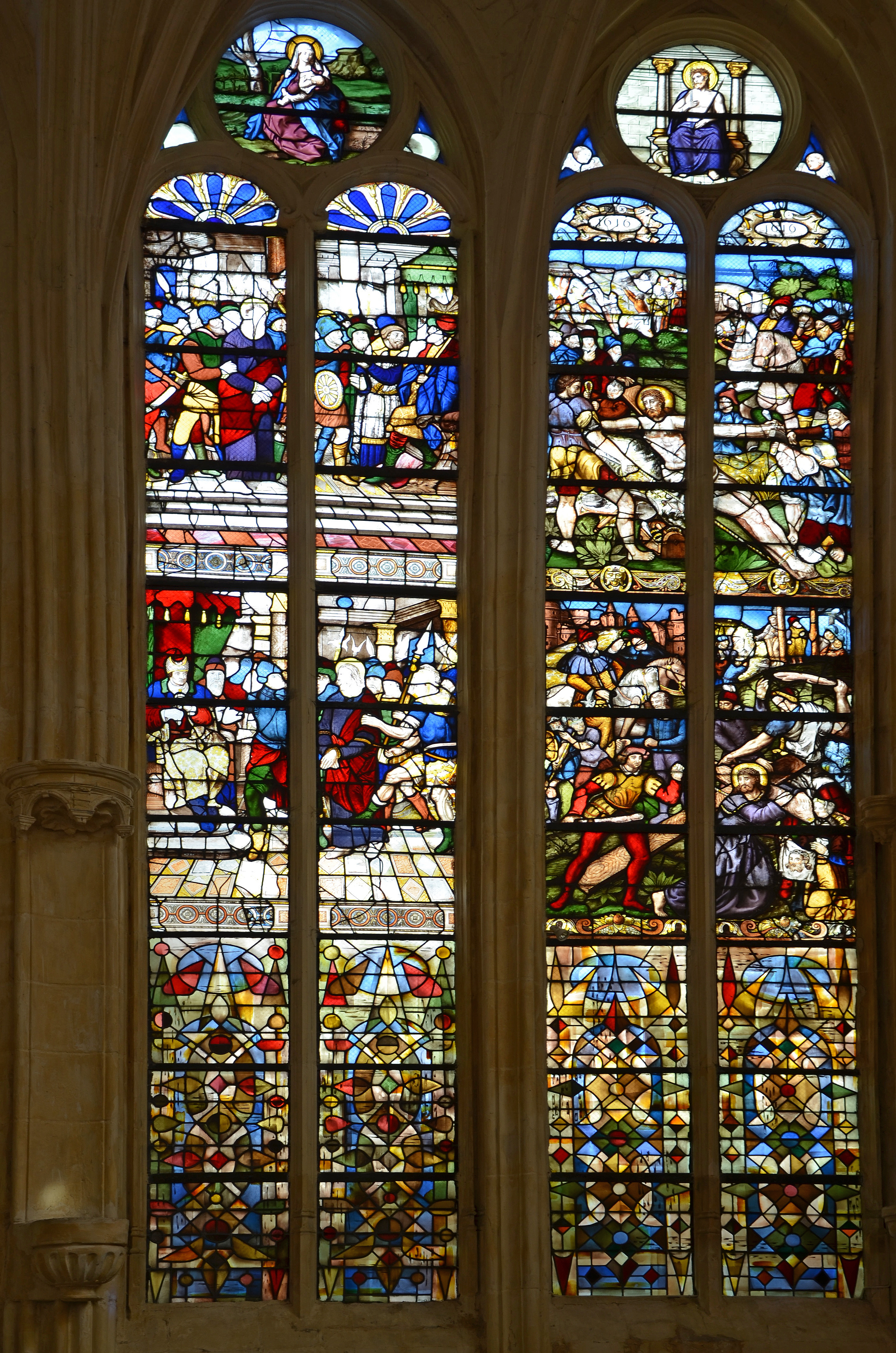
Église Saint-Eusèbe d'Auxerre.

### Tapisseries
- Bernard van Orley : Le Portement de Croix (début XVIe siècle)[9]

### L'humanité souffrante aidant le christ à porter la croixà la cour de René d'Anjou
Simon de Cyrène, aidant selon la tradition à porter la croix, est substitué dans ces représentations par le pauvre, le ladre (lépreux), le malade, le prisonnier, le pèlerin, le laboureur, le mendiant, la veuve, l'orphelin, le mal-marié suivi du docteur  selon l'invocation de l'évangile Si quelqu’un veut marcher derrière moi, qu’il renonce à lui-même, qu’il prenne sa croix et qu’il me suive,; ce thème particulier se développe principalement en Anjou mais aussi dans d'autres endroits du royaume du roi René entre la fin du XVe siècle et le début du XVIe siècle. Cette figuration correspond à un poème de cent vingt-deux vers en onze strophes dont la datation approximative est 1455-1457, ce texte ainsi que l’exhortation évangélique accompagnent la peinture du Château de Montriou et de l'église Saint-Aubin des Ponts-de-Cé mais ces inscriptions sont aujourd'hui illisibles. Un moine copiste de l'Abbaye de Clairvaux du XVe siècle et donc contemporain en fait le relevé en l'attribuant au Roi René, ce manuscrit est conservé à la médiathèque du grand Troyes sous la référence 763 et partiellement numérisé,. L'attribution au Roi René est discutée par Ubald d'Alençon en 1909 qui, en conclusion, penche pour les intégrer dans les beaux dictez du Roi René de la chapelle de Bernardin de Sienne à Angers aujourd'hui disparuemais aussi par Chichmaref en 1929 et encore aujourd'hui. Ce portement de croix est répertorié six fois dans l'Anjou de l'époque: successivement la chapelle de Montriou à Feneu, l'Église Saint-Aubin des Ponts-de-Cé, le couvent des baumettes, l'église d'Auvers-sous-Montfaucon, le Prieuré Saint-Aubin des Alleuds et l'église du Lion d'Angers; deux autres avec quelques variantes sont visibles à l'église Notre-Dame de Chauvigny (l'humanité souffrante est associée et précédée par la hiérarchie de l'église et son clergé) et la collégiale Saint-Julien de Tournon-sur-Rhône; l'ensemble de ces réalisations se situe dans un créneau de quarante ans entre la fin du XVe siècle et le début du XVIe siècle, au-delà ce thème ne sera pas poursuivi.
Le roi René est également peintre, il offre une crucifixion de sa main aux Cordeliers de Laval. Si aucune peinture murale ne lui est attribuée, un patron de toile, aujourd'hui disparu, offert par Louis XI, héritier du roi rené en 1480, à Anne de Bretagne venant du château d'Angers est décrit dans un inventaire de 1494 comme un portement de croix "où Dieu porte la croix, où plusieurs mendiants et autres personnages aidant à porter la dite croix", le chanoine Urseau le premier fait le rapprochement entre cette œuvre habituellement attribuée à René d'Anjou et les autres peintures murales.

Le portement de croix selon René d'Anjou
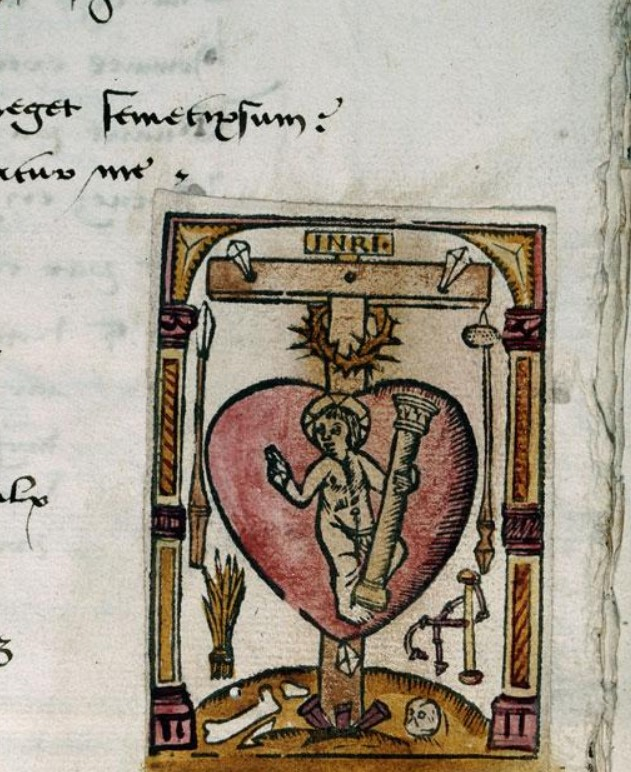
Gravure collée dans le manuscrit 763 de la médiathèque de Troyes, contenant un poème sur la passion attribué à René d'Anjou.
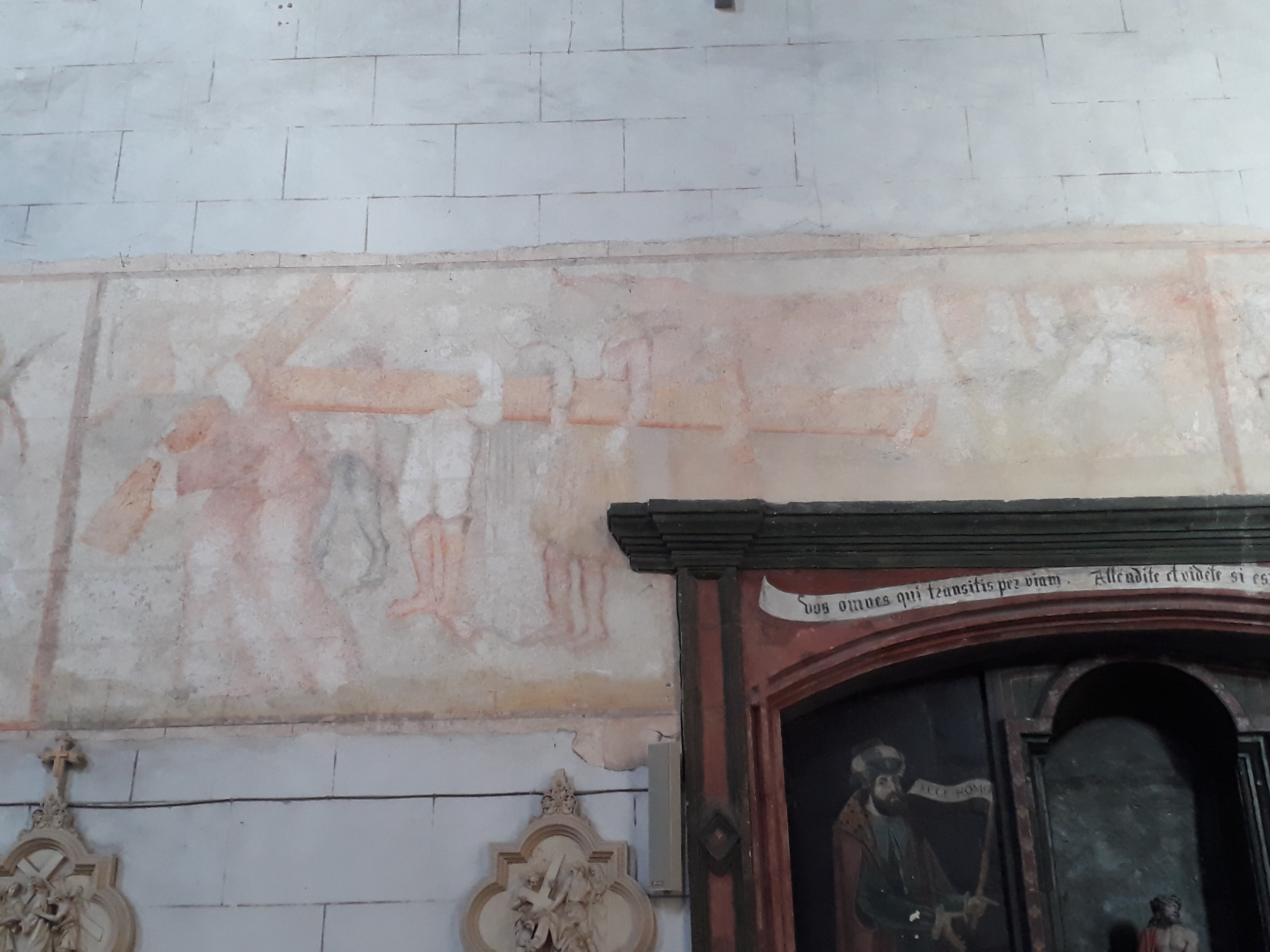
L'Humanité souffrante aidant le Christ à porter la croix, église St Martin Le Lion d'Angers début XVIe.
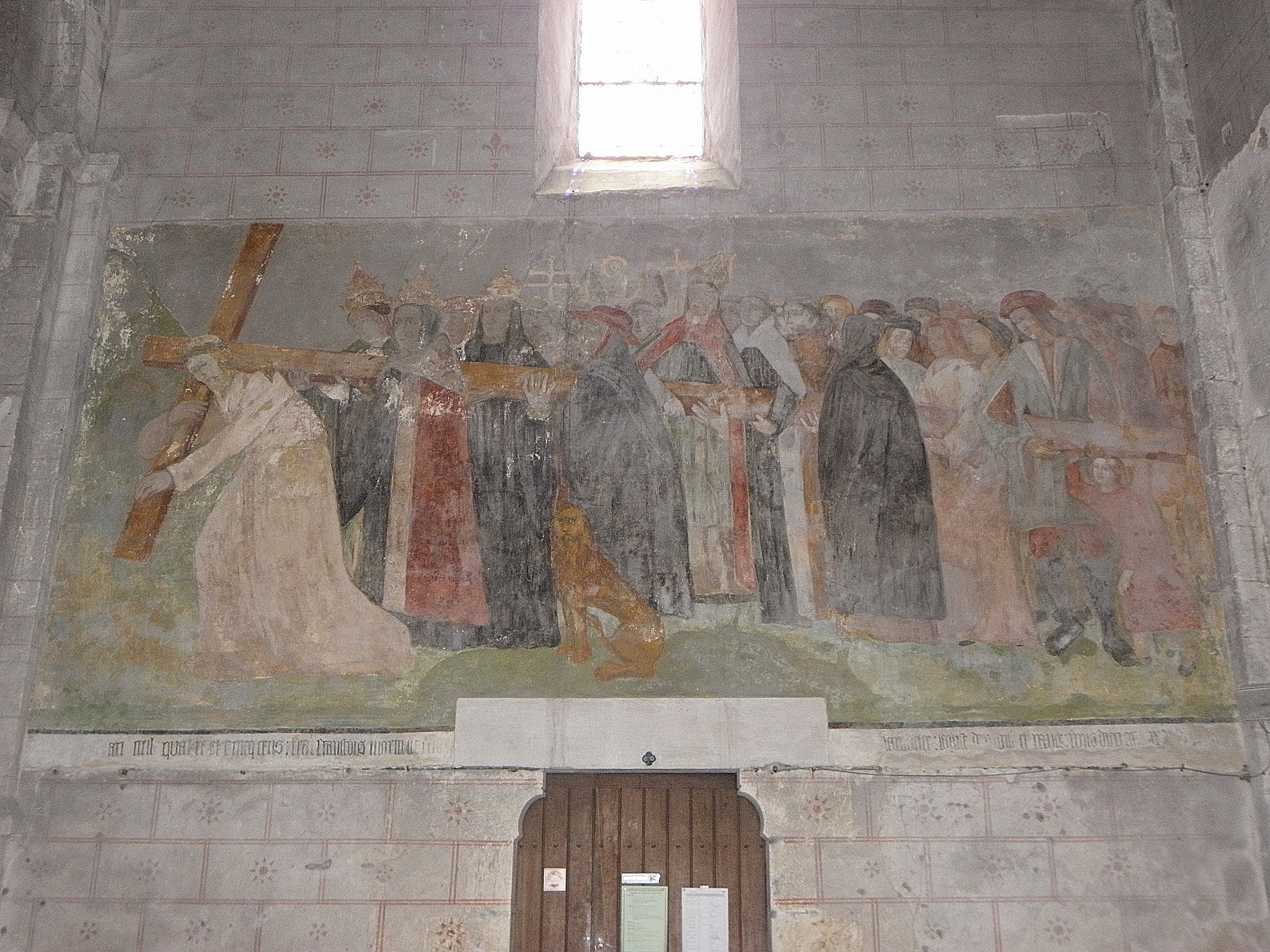
L'Humanité souffrante aidant le Christ à porter la croix précédée du clergé, église Notre-Dame de Chauvigny (86).